# Síndrome de Adams-Stokes
A síndrome de Stokes-Adams é uma síndrome que consiste em um episódio de síncope súbita, ocasionalmente apresentando convulsões, decorrente de uma arritmia cardíaca. A síndrome recebeu o nome em homenagem aos médicos irlandeses Robert Adams (1791–1875) e William Stokes (1804–1877). 
Antes de ocorrer um episódio de síncope, o paciente pode se tornar pálido, seu ritmo cardíaco apresentar uma pausa temporária. O período de inconsciência dura geralmente 30 segundos. A respiração continua normalmente durante o episódio.
A síndrome, em si, nada mais é do que a retomada dos batimentos cardíacos (mais especificamente, a contração ventricular) de maneira tardia. Quando, por alguma condição patológica ou não, ocorre o bloqueio do feixe A-V, o potencial de ação que induz a contração dos ventrículos não percorre mais as fibras de Purkinje. Contudo, essas fibras são auto-excitáveis (normalmente elas não se auto-excitam, pois o nodo sinusal o faz primeiramente), elas irão se contrair a fim de impulsionar o sangue parado nos ventrículos. Entretando, há um intervalo de cerca de 5 a 20 segundos até que esse sistema possa se excitar (as fibras estavam "sobrepujadas" pela funcionalidade do feixe A-V, que carrega o impulso do nodo sinusal). Quando passa esse intervalo de tempo, ou seja, quando o ventrículo se contrai, os batimentos se normalizam e acaba a chamada "Sindrome de Stokes Adams".
A morte é ocasionada pela ausencia de fluxo sanguíneo cerebral.